# Perilaos (Sohn des Ikarios)
Perilaos (altgriechisch Περίλαος Perílaos) ist eine Person der griechischen Mythologie.
Perilaos ist in der Bibliotheke des Apollodor ein Sohn des Ikarios und der Periboia, der Bruder der Penelope, der späteren Gattin des Odysseus, sowie des Thoas, Imeusimos, Aletes und des Damasippos. Nach einem Scholion zu Homers Odyssee ist er der Sohn des Ikarios und der Asterodeia, seine Geschwister sind hier Amasichos, Phalereus, Thoon, Pheremmelias, Mede und Penelope.
Pausanias berichtet von einem peloponnesischen Mythos, nach dem er als Ankläger gegen Orestes vor dem Areopag auftritt. Orestes hatte seine Mutter Klytaimnestra getötet und wird daraufhin von den Erinyen gequält, bevor über ihn geurteilt wird. Für gewöhnlich erscheint Tyndareos als Ankläger des Orestes, ist in dieser Variante des Mythos aber bereits verstorben. Perilaos erhält hier als Cousin der Klytaimnestra das Recht zur Anklage.